# Anderson Bamba
Anderson Soares de Oliveira (São Gonçalo, 10 januari 1988) is een Braziliaans voetballer die bij voorkeur als centrale verdediger speelt. Hij verruilde in augustus 2012 Borussia Mönchengladbach voor Eintracht Frankfurt, dat hem in het voorgaande seizoen al huurde.

## Clubcarrière
Anderson debuteerde in het profvoetbal bij FC Tombense. Hij werd uitgeleend aan CR Flamengo, VfL Osnabrück en Fortuna Düsseldorf. In 2010 werd hij voor anderhalf miljoen euro verkocht aan Borussia Mönchengladbach. Dat verkocht verhuurde hem gedurende het seizoen 2011-2012 aan Eintracht Frankfurt, dat hem vervolgens definitief overnam.